# Cantharellus doederleini
Cantharellus doederleini е вид корал от семейство Fungiidae. Видът не е застрашен от изчезване.

## Разпространение и местообитание
Разпространен е в Джибути, Египет, Еритрея, Йемен, Израел, Йордания, Кения, Мозамбик, Саудитска Арабия, Сомалия, Судан и Танзания.
Обитава крайбрежията на океани, морета, заливи и рифове.